# 留守第3師団
留守第3師団（るすだいさんしだん）は、日本陸軍の第3師団が名古屋から離れているときに、防衛・徴兵等の事務を継続するために置かれた臨時の部隊である。1894年から1945年まで、第3師団不在時に断続的に設けられた。

## 概要
1888年に日本が師団制を採用してから1945年まで、北海道から九州までの日本は複数の師管に分割され、所在の師団がその防衛と徴兵・召集などの事務を統括した。戦争などで師団が師管を離れると、留守師団が臨時に置かれて平時の業務を引き継ぐとともに、出征部隊に補充兵を送り、新規部隊を編成した。留守第3師団は、第3師団の留守のために、日清戦争から太平洋戦争までたびたび編成された。

### 日清戦争
1894年（明治27年）にはじまった日清戦争では、8月14日に留守第3師団司令部が動員を完成し、野戦第3師団が出発した9月1日に事務を引き継いだ。このときは、留守歩兵第5旅団長の別役成義が留守第3師団長事務取扱として師団司令部のトップになる変則的な運用がなされた。
1895年1月に第3師団から歩兵650人などの補充要請を受けた留守第3師団は、歩兵300人工兵30人が満たせないとして、後備役の兵卒を充当すべく陸軍省にかけあって認められた。
1895年（明治28年）6月25日に野戦第3師団が衛戍地に戻り、翌26日に留守師団から事務を引き継いだ。留守第3師団司令部はしばらく残務整理にあたり、7月10日に解散した。

### 日露戦争
1904年（明治37年）から1905年（明治38年）の日露戦争でも留守第3師団が設けられ、補充兵を送るとともに、後備歩兵旅団や国民歩兵大隊を編成して戦地に送り出した。4つの歩兵連隊補充隊の定員ははじめ1000人であったが、8月30日に1個中隊を加えて1250人に増員した。合計では4千人から5千人への増加である。
- 日露戦争時の留守第3師団
  - 留守第3師団司令部
  - 歩兵第6連隊補充大隊[6]
  - 歩兵第33連隊補充大隊[6]
  - 歩兵第18連隊補充大隊[6]
  - 歩兵第34連隊補充大隊[6]
  - 騎兵第3連隊補充中隊[7]
  - 野砲兵第3連隊補充大隊[8]
  - 工兵第3大隊補充中隊[9]
  - 輜重兵第3大隊補充隊[10]

### シベリア出兵
シベリア出兵では1918年（大正7年）8月31日から9月2日にかけて、第3師団の動員と入れ替わりに編成された。この年の12月26日、28日、30日に分けて、歩兵補充隊の全部と他の補充隊の一部が召集解除された。将兵の中には仲間と記念撮影をするものがあり、一部は名古屋の市内見物をしてから帰郷した。退営時に軍服を着用していたのは10分の3、洋服が10分の1、その他は和服だったという。
留守師団司令部は1919年（大正8年）2月から3月に帰国する人馬・行李（荷物）の復員と整理を行った。その後、3月27日に中村愛三留守第3師団長は「第二次復員及整理に関する将来の意見」を陸軍省に提出した。
- シベリア出兵時の留守第3師団[11]
  - 留守第3師団司令部
  - 歩兵第6連隊補充隊
  - 歩兵第68連隊補充隊
  - 歩兵第33連隊補充隊
  - 歩兵第51連隊補充隊
  - 騎兵第3連隊補充隊
  - 野砲兵第3連隊補充隊
  - 工兵第3大隊補充隊
  - 輜重兵第3大隊補充隊

### 山東出兵
1928年（昭和3年）の第三次山東出兵で留守第3師団が編成され、5月18日に師団司令部が事務を開始した。
中国にあった第3師団から帰還する兵員は、青島出発時点で第3師団を離れて留守第3師団長の隷下に入り、帰国後そのまま復員したり整理後の部隊にとどまったりした。

### 1937年から1943年
1937年（昭和12年）に日中戦争がはじまり、第3師団が大陸に派遣されたときに、留守第3師団が置かれたはずだが、編成について直接記す資料を得ない。
この時期の留守第3師団は、師管内の思想状況を監視し、政治・社会団体の会員数や幹部の名前と住所を調べ上げていた。1940年（昭和15年）5月23日に名古屋観光ホテルで行われた末次信正海軍大将による中国情勢に関する講演を、「反軍反政府の思想を扇動する」ものとしてして陸軍省に報告した。
1940年（昭和15年）の軍令陸第20号により、第3師管は名古屋師管と改称した。
1943年（昭和18年）5月14日の軍令陸甲第45号で、本土の防衛充実の一環として、陸軍は留守第3師団を増強して第43師団を新設した。新師団が管区業務を引き継いだため、留守第3師団はなくなった。

### 1944年から1945年
1944年（昭和19年）4月7日の軍令陸甲第39号により、第43師団は戦時動員に入って管区業務から離れ、代わりにまた留守第3師団が編成された。
平時の第3師団司令部は名古屋城にあり、留守第3師団司令部も城内にあった。1945年（昭和20年）2月11日に東海軍管区が設けられると、名古屋城には東海軍管区司令部が入り、師団司令部は名古屋市千種区城山八幡にある昭和塾堂に移った。
1945年4月に、管区の防衛と動員を臨時の留守師団でなく、常設の師管区部隊に任せる改正がなされた。これにあわせ、留守第3師団は名古屋師管区部隊に転換して廃止になった。

## 人事
- 師団長
  - 別役成義 少将：1894年8月 - 1895年9月15日。留守第5旅団長・留守第3師団事務取扱[24]
  - 高井敬義 少将：1905年[25]
  - 中村愛三：1918年[26]  - 1919年[27]
  - 曽田孝一郎：1928年（昭和3年）5月11日着任[28]
  - 田中稔：1937年8月15日[29] - 1939年8月1日[29]
  - 安岡正臣：1939年8月1日[30] - 1941年3月1日[30]
  - 中村明人：1941年3月1日 - 1941年10月15日[31]
  - 櫛淵鍹一：1941年10月15日[32] - 1943年3月1日[32]
  - 賀陽宮恒憲王：1943年3月1日 - 1943年6月10日[33]
  - 中山惇：1944年4月20日[34] - 1945年7月16日[34]

- 参謀長
  - 河野春庵：1894年見[35]
  - 岡野耕一：1919年頃[36]
  - 佐野勝治郎 砲兵大佐：1905年[25]。
  - 長谷寿夫：1928年（昭和3年）5月11日着任[37]
  - 笠原嘉兵衛 大佐：1940年（昭和15年）12月12日 - 1942年（昭和17年）1月7日
  - 太田公秀 大佐：1942年（昭和17年）10月7日 - 1943年（昭和18年）6月10日[38]

- 参謀
  - 林銑十郎 歩兵大尉：1905年[25]